# Marc Ravalomanana
Marc Ravalomanana (ur. 12 grudnia 1949 w Imerinkasininie) – malgaski polityk, prezydent Madagaskaru od 6 maja 2002 do 17 marca 2009. Zrezygnował z urzędu w wyniku zamieszek społecznych i zamachu stanu.

## Życiorys
Od 1999 był burmistrzem stolicy, Antananarywy. Startował w wyborach prezydenckich w grudniu 2001 i ogłosił się ich zwycięzcą; podobnie uczynił jego główny rywal, dotychczasowy prezydent Didier Ratsiraka. Od 22 lutego do 5 lipca 2002 obaj rywale uważali się za prezydenta, ostatecznie jednak Ravalomanana, wspierany decyzją Najwyższego Trybunału Konstytucyjnego z kwietnia 2002, przejął po kilku miesiącach wojny domowej pełnię władzy.
W wyborach prezydenckich z 3 grudnia 2006 został wybrany na drugą kadencję.

## Zamieszki i zamach stanu na Madagaskarze w 2009
W grudniu 2008 burmistrz Antananarywy i lider opozycji Andry Rajoelina oskarżył prezydenta o zapędy dyktatorskie i sprzeniewierzanie funduszy publicznych. Rozpoczęła się seria demonstracji i manifestacji antyprezydenckich, które nasiliły się po zamknięciu przez władze należącej do Rajoelina stacji telewizyjnej VIVA, która wyemitowała wywiad z byłym prezydentem Didierem Ratsiraką. 26 stycznia demonstracje znacznie przybrały na sile, zwolennicy opozycji zaatakowali budynki mediów prezydenckich.
3 lutego Rajoelina został pozbawiony stanowiska burmistrza, co wywołało nową falę protestów opozycji. 7 lutego policja otworzyła ogień do manifestantów, w wyniku czego zginęły co najmniej 23 osoby.
Zamieszki społeczne doprowadziły do wybuchu buntu żołnierzy w 8 marca 2009 i w rezultacie zmiany dowództwa w wojsku, które choć oficjalnie neutralne, stanęło po stronie opozycji. 16 marca 2009 zamieszki przerodziły się w zamach stanu, gdy wojsko zdobyło siłą pałac prezydencki w Antananarywie. 17 marca 2009 prezydent Ravalomanana zrezygnował z urzędu i przekazał swoją władzę oraz władzę premiera na ręce wojskowego dyrektoriatu na czele z Hyppolitem Ramarosonem. Wojsko natomiast przekazało władzę liderowi opozycji, Andry’emu Rajoelinie, jako prezydentowi Wysokiej Władzy Przejściowej.